# Panilla diplodonta
Panilla diplodonta là một loài bướm đêm trong họ Erebidae.